# Raz ugryziona
Raz ugryziona lub Pocałunek księżniczki (oryg. Once Bitten) – amerykańska młodzieżowa komedia grozy z 1985 roku, w reżyserii Howarda Storma. Film opowiada historię młodego mężczyzny, który zostaje uwikłany w intrygę wampirzycy poszukującej krwi dziewic. W roli głównej wystąpił Jim Carrey, dla którego film stał się jednym z pierwszych kroków na drodze do późniejszej międzynarodowej kariery. Film wykorzystuje klasyczne motywy wampiryczne, osadzając je we współczesnym popkulturowym świecie i ukazując je w sposób humorystyczny.

## Opis fabuły
Film opowiada o Marku Kendallu (Jim Carrey), nastolatku z Los Angeles, który pragnie przeżyć swój pierwszy raz z dziewczyną (Karen Kopins). Robin nie jest jednak gotowa na kolejny krok w ich związku. Rozczarowany Mark trafia do nocnego klubu, gdzie spotyka tajemniczą i uwodzicielską kobietę.
Jednocześnie Hrabina (Lauren Hutton), 400-letnia wampirzyca, z pomocą swoich sług poszukuje w Los Angeles dziewiczej krwi, której picie umożliwia jej zachowanie młodości i pięknego wyglądu. Kiedy poznaje niewinnego, acz poszukującego przygody Marka, rozpoczyna się szereg zabawnych i dynamicznych wydarzeń. Mark po dziwnej nocy w jej domu zaczyna dostrzegać w sobie niecodzienne zmiany. Robin i przyjaciele Marka (Skip Lackey, Thomas Ballatore) próbują uratować go przed ostatecznym przeistoczeniem w wampira.

## Obsada
- Lauren Hutton – Hrabina
- Jim Carrey – Mark Kendall
- Karen Kopins – Robin Pierce
- Cleavon Little – Sebastian
- Skip Lackey – Russ
- Thomas Ballatore – Jamie
- Carey More – Wampirzyca
- Richard Schall – Pan Kendall (ojciec Marka)
- Peggy Pope – Pani Kendall (matka Marka)

## Nawiązania wampiryczne
Raz ugryziona wykorzystuje klasyczne cechy wampiryczne w sposób humorystyczny i lekki. Parodiuje takie motywy jak:
- picie krwi - hrabina pijąc krew rozpoznaje jej cechy (grupę krwi, pochodzenie właściciela) niczym wprawiony sommelier smakujący wino,
- brak odbicia w lustrze,
- wrażliwość na światło słoneczne,
- uwodzicielska natura wampirów – próby uwiedzenia Marka przez Hrabinę są przerysowane i ukazane w komediowy sposób, często  balansują na granicy absurdu
- przemiana w wampira – Mark, po ugryzieniu, zaczyna przejawiać cechy wampira (wrażliwość na słońce, blada skóra, nocny tryb życia), które przez otoczenie utożsamiane są raczej z zabawnymi przejawami nastoletniego buntu, nie czymś przerażającym,
- wampirze sługi – Sebastian (Cleavon Little), wierny sługa Hrabiny, jest parodią stereotypowego pomocnika wampira. Zamiast być wycofanym lojalnym sługą – jest wyrafinowany, ekscentryczny i niejednokrotnie wyrazistością swojej postaci dominuje nad samą Hrabiną
- gotycki klimat – film wykorzystuje stereotypy związane z gotyckim klimatem wampirów, absurdalnie osadza je jednak we współczesnym kontekście. Hrabina mieszka w luksusowej, nowoczesnej posiadłości w Los Angeles, która zupełnie nie pasuje do klasycznego obrazu mrocznego zamku,
- strach przed krzyżami – ten motyw bezpośrednio wyśmiewa sama Hrabina.

## Nawiązania kulturowe
- Zmiany kulturowe na przestrzeni 400 lat życia hrabiny (zwłaszcza w zwyczajach w sferze seksualnej - temat dziewictwa w latach '80. jest tematem tabu, co stanowi poniekąd motor napędowy komedii),
- negatywne opinie o wampirach we współczesnym świecie,
- Hrabina jest archetypiczną femme fatale, której życie i wygląd zależą od regularnego spożywania krwi dziewic,
- odniesienia do aktorów zyskujących ówcześnie popularność.

## Reżyseria
Raz ugryziona to jedyny film fabularny wyreżyserowany przez Howarda Storma.